# Santa Justa de Moraña
Santa Justa de Moraña (oficialmente Santa Xusta de Moraña) es una parroquia española del municipio de Moraña, perteneciente a la provincia de Pontevedra, en la comunidad autónoma de Galicia.

## Toponimia
El lugar puede aparecer referido como «Moraña», «Santa Xusta de Moraña» y «Santa Justa de Moraña».

## Historia
Hacia mediados del siglo XIX, el lugar, por entonces referido como una feligresía, tenía contabilizada una población de 630 habitantes. Aparece descrito en el undécimo volumen del Diccionario geográfico-estadístico-histórico de España y sus posesiones de Ultramar de Pascual Madoz con las siguientes palabras:

MORAÑA (Sta. Justa de): felig. en la prov. de Pontevedra (3 leg.), dióc. de Santiago (5), part. jud. de Caldas de Reyes (1), ayunt. de Moraña: sit. al S. de la cap. del part. en terreno desigual: la combaten principalmente los vientos N. y S.; el clima es saludable: Comprende los l. de Alende, Bouza, Iglesia, Lage, Longas, Mos, Pontellas y Rial que reunen 156 casas. Para surtido de los vec. hay 6 manantiales, cuyas aguas de buena calidad utilizan para beber y otros usos. La igl. parr. (Sta. Justa) está servida por un cura de provision ordinaria en concurso: el cementerio se halla en el átrio de la igl. Hay tambien una ermita dedicada á San Ramon en el l. de Rial. Confina el térm. N. felig. de Lamas; E. Couso; S. Gargantans, y O. Sayans; su estension es la de 1/4 leg. por los 4 puntos cardinales. El terreno es de mediana calidad: comprende muy poco monte; algunos prados artificiales, y le cruza un riach. de poco caudal llamado Mos. Los caminos mas principales son el que desde la cap. dal part. conduce á Orense, el cual se halla en buen estado. El correo se recibe en Caldas de Reyes por los mismos interesados 3 veces á la semana. prod.: maiz, centeno, trigo, patatas y poco vino: se cria ganado vacuno, de cerda y lanar; hay caza de perdices, chochas, conejos y liebres, y pesca de truchas y anguilas. ind.: la agricultura, 8 molinos harineros, arreiría y cantería. pobl.: 156 vec., 630 alm. contr. con su ayunt. (V.).
(Madoz, 1848, p. 588)

En 2022, tenía empadronados 431 habitantes.

## Patrimonio
Hay en la parroquia una iglesia de Santa Justa.